# Isadora de Tabennisi
Santa Isadora, ou Santa Isidora, foi uma freira cristã e santa do século IV d.C. Ela é considerada uma das primeiras loucas por Cristo . Embora muito pouco se saiba sobre a vida de Isidora, ela é lembrada por sua exemplificação dos escritos de São Paulo que “Qualquer de vocês acredita que é sábio pela medida deste mundo, que ele se torne um tolo, para se tornar verdadeiramente sábio." A história de Isadora destaca efetivamente o ideal cristão de que o reconhecimento, ou a glória, do homem está em segundo lugar em relação às ações de alguém serem vistas por Deus, mesmo que isso signifique que as ações de alguém, ou de si mesmo, permaneçam desconhecidos ou incompreendidos. Este ideal foi extremamente importante para os primeiros Padres e Mães do Deserto que registraram a história de Isadora.

## Vida pregressa
Existem poucos detalhes biográficos sobre a vida de Santa Isadora. A maior parte do que se sabe pode ser encontrado na História Lausíaca escrita em 419-420 d.C. por Paládio da Galácia, a pedido de Lauso, camareiro da corte do imperador bizantino Teodósio II. Enquanto outros textos desta época mencionam a história de Santa Isadora, a História Lausíaca é o texto que contém mais referências sobre a vida da santa.
A data de nascimento de Isidora é desconhecida, assim como a sua idade na época em que ingressou no Mosteiro de Tabennisi, no Egito. Tabennesi, foi o mosteiro original estabelecido por São Pacômio algum tempo depois de 325 d.C. Antes dessa época, a tradição era que os monásticos vivessem sozinhos como eremitas ou anacoretas, cada um dedicado a uma regra monástica que haviam recebido individualmente de Deus. São Pacômio acreditava que grupos de monásticos que viviam juntos seriam capazes de apoiar melhor uns aos outros em sua devoção às regras monásticas e, sob a orientação do Espírito Santo e de seu ancião Palaemon, viajou para Tabennesi para estabelecer seu mosteiro. Posteriormente, Maria, irmã de Pacômio, estabeleceu, com sua ajuda, um mosteiro feminino perto do de seu irmão, criando a primeira comunidade completa para mulheres no Egito.
Não se sabe em que ano Santa Isadora chegou ao mosteiro fundado por Maria, nem quantos anos tinha na altura, mas são os acontecimentos no mosteiro que fornecem os poucos dados biográficos existentes.

## O Mosteiro de Tabennisi
Na época em que Isadora morava no mosteiro, acredita-se que ali viviam e trabalhavam cerca de quatrocentas mulheres, dedicando-se à vida monástica. Integrante da comunidade do mosteiro, Isadora continuou a ser uma espécie de forasteira, conhecida por perambular pela cozinha, concentrada em realizar todo tipo de trabalho braçal que encontrasse. Ela era comumente chamada de “a esponja do mosteiro”, referindo-se ao fato de que ela se ocupava fazendo os trabalhos mais sujos no mosteiro. Embora se diga que Isadora foi tonsurada ao ingressar no mosteiro, ela se destacou das outras irmãs por usar um trapo (provavelmente um pano de prato da cozinha) na cabeça. Esse tipo de cobertura para a cabeça contrastava fortemente com a tonsura ou capuz, padrão usado pelas outras irmãs.

## Loucura
Ao que tudo indica, Isadora manteve um padrão de comportamento errático pelo qual as outras irmãs do mosteiro a consideravam "louca" ou "possuída por demônios". Na História Lausíaca, Paládio escreve que Isadora “fingiu loucura e possessão por um demônio”, embora nenhum exemplo de seu comportamento seja fornecido. Porém, seu comportamento foi suficiente para afastá-la das outras irmãs e devido a essa percepção de “loucura” ela foi tratada com escárnio e desprezo aberto, às vezes sendo espancada, por seu comportamento.
Paládio escreve que Isadora era detestada a tal ponto que as outras irmãs não comiam com ela (algo que ela supostamente preferia). Observou-se que nenhuma das quatrocentas irmãs jamais viu Isadora “mastigando” (comendo uma refeição formal) durante os anos de sua vida. Em vez disso, Paládio escreve “ela nunca se sentava à mesa, nem comia um pedaço de pão, mas enxugava as migalhas das mesas e ao lavar as panelas da cozinha contentava-se com o que conseguia desta forma”, sugerindo que Isadora subsistia principalmente com migalhas deixado pelas outras irmãs e pela água da louça que ela usava para limpar. Paládio também escreve que apesar de tudo, “ela nunca insultou ninguém, nem resmungou, nem falou pouco ou muito, embora tenha sido algemada, insultada, amaldiçoada e execrada”.
Referenciado em todos os relatos de Isidora, é que sua loucura ou possessão foi “fingida”, ou uma questão de fingimento. A dedicação de Isidora ao seu cristianismo levou-a a manifestar as palavras de São Paulo que escreveu “Qualquer de vós que acredita ser sábio pela medida deste mundo, torne-se um tolo, para se tornar verdadeiramente sábio”. A implicação é que o compromisso de Isidora com sua fé a levou a agir externamente como uma pessoa aflita (mantendo suas verdadeiras intenções para si mesma), enquanto internamente seu sofrimento por ser uma “louca” se tornou um ato de adoração.

## Encontro com São Pitirim
Segundo Paládio, nesta época, vivendo no deserto como eremita, ou anacoreta, estava São Pitirim (também chamado Piteroum)  que era muito conhecido e respeitado. Um dia, enquanto ele estava orando, um anjo apareceu para ele e perguntou: "Por que você está orgulhoso de ser religioso e morar em um lugar como este? Você quer ver uma mulher que seja mais religiosa do que você? Vá para o mosteiro das mulheres Tabennisi e lá você encontrará uma mulher usando uma coroa na cabeça. Ela é melhor que você. Pois embora ela lute com uma multidão tão grande, ela nunca deixou seu coração se afastar de Deus. Mas você está sentado aqui e vagueia na imaginação pelas diferentes cidades."
Após o aparecimento do Anjo, São Pitirim (que se dizia “nunca sair”) pediu autorização aos líderes espirituais para visitar o Convento. Como Pitirim era um ancião renomado e de idade avançada, foi-lhe concedida licença para a visita.
Ao chegar ao mosteiro, Pitirim pediu para ver todas as irmãs. Ao conhecer cada uma, não viu aquela a quem o Anjo se referiu como “usando uma coroa na cabeça”. Pitirim perguntou se eram de fato todas as irmãs do mosteiro. Responderam-lhe que havia ainda um membro da comunidade com problemas mentais que trabalhava na cozinha. Piteroum pediu para vê-la também. As irmãs começaram a chamá-la, mas Isidora não atendeu. Acredita-se que a recusa de Isadora em responder foi por ela ter percebido o que estava acontecendo, ou mesmo por ter tido uma revelação. Sem resposta de Isadora, as irmãs a encontraram e agarraram, arrastando-a para Pitirim.. Quando ela foi levada diante de Pitirim, ele percebeu o trapo em sua testa (em alguns relatos ele viu uma coroa aparecer acima dela) e caiu a seus pés e disse “Abençoe-me”. Isadora prostrou-se diante de Pitirim da mesma maneira e perguntou: “Você me abençoa, Mestre? "
Ao testemunhar isso, as outras irmãs ficaram chocadas e disseram a Pitirim: “Padre, não deixe que ela te insulte, pois ela é uma idiota”. Pitirim respondeu rapidamente a todos dizendo “Vocês são idiotas. Pois ela é Madre (líder espiritual) tanto para mim quanto para você e rezo para ser considerada digna dela no dia do julgamento”.
Ao ouvir isso, todas as outras irmãs caíram aos pés de Pitirim e começaram a confessar os maus tratos que tinham dado a Isadora: uma irmã alegou que ela havia derramado água sanitária sobre ela; outra que havia batido nela fisicamente; outra que havia aplicado um gesso no nariz de Isadora. Por fim, todas as irmãs confessaram algum tipo de abuso contra Isadora. Pitirim então orou com todas elas e foi embora.

## Fuga do mosteiro
Após a partida de Pitirim, o tratamento dado a Isadora mudou drasticamente dentro do mosteiro, à medida que as irmãs continuaram a pedir-lhe perdão e começaram a reverenciar Isadora como bem-aventurada. Porém, passados alguns dias, incapaz de suportar a glória e a honra concedidas pelas irmãs, e sobrecarregada com as desculpas das irmãs, Isadora deixou o mosteiro, devido a sua grande humildade.

## Vida e morte posteriores
Depois de deixar o mosteiro, Isadora desapareceu essencialmente. Não existem histórias, registros ou textos que indiquem para onde ela possa ter viajado, como viveu ou como morreu. A maioria dos estudos modernos sugere que ela morreu não mais tarde que o ano 365 d.C.

## Canonização
A data da canonização de Santa Isadora é desconhecida. Tendo vivido antes da Sagrada Congregação dos Ritos fundada pelo Papa Sisto V em 1588 (hoje Congregação para as Causas dos Santos ), os registros da Canonização de Isadora foram perdidos, se é que alguma vez existiram. Durante a vida de Isadora, o processo de canonização caiu na Pré-Congregação, onde os designados para a santidade poderiam ser canonizados por um bispo, ou primaz local, com base na devoção, o que provavelmente aconteceu com sua causa.
A festa de Isidora é celebrada tanto pela Igreja Ortodoxa Oriental quanto pela Igreja Católica Romana em 1º de maio e também pode ser em 10 de Maio